# Мелик-Гайказян, Ирина Яковлевна
Ирина Яковлевна Мелик-Гайказян (1922—1998) — советский и российский учёный, доктор физико-математических  наук, профессор.
Автор более 160 научных трудов и нескольких патентов.

## Биография
Родилась 24 апреля 1922 года в Иркутске.
В 1939 году окончила с золотой медалью школу и поступила на физико-математический факультет Иркутского государственного университета. Окончила его с отличием в 1944 году по специальности «физик». В 1946 году поступила в аспирантуру Геофизического института Академии наук СССР в Москве. Здесь под руководством академика Е. Ф. Саваренского начала выполнять и в 1950 году защитила кандидатскую диссертацию на тему «Строение земного ядра на основе интерпретации сейсмических наблюдений».
В 1951 году Ирина Мелик-Гайказян переехала в Томск, работала в Томском политехническом институте: сначала в должности ассистента, затем старшим преподавателем кафедры общей физики, доцентом кафедры теоретической и экспериментальной физики, старшим научным сотрудником. В 1967 году защитила докторскую диссертацию на тему «Кинетика накопления электронных центров окраски в щелочно-галоидных кристаллах» и в этом же году была утверждена в ученой степени доктора физико-математических наук. В октябре 1969 года ей было присвоено ученое звание профессора кафедры теоретической и экспериментальной физики.
Когда в 1969 году горный факультет Томского политехнического института был переведён в Кузбасский политехнический институт (ныне Кузбасский государственный технический университет имени Т. Ф. Горбачёва, Ирина Яковлевна переехала в Кузбасс. В Кемеровском политехническом институте работала профессором, с 1977 года заведовала кафедрой физики. Когда её муж — В. И. Мелик-Гайказян был избран по конкурсу на должность профессора кафедры горного дела и охраны труда Курского политехнического института (ныне Юго-Западный государственный университет), тоже уехала в Курск, где работала в этом же вузе в должности профессора кафедры физики.
В ноябре 1986 года была избрана по конкурсу на должность профессора кафедры общей физики Томского политехнического института и вновь вернулась в Томск, где проработала до 1 ноября 1990 года, когда вышла на заслуженный отдых.
Ирина Яковлевна руководила работой аспирантов, ею было подготовлено около 30 кандидатов, трое из которых стали докторами наук. Наряду с научно-педагогической работой занималась общественной деятельностью — избиралась председателем первичной организации химического общества им. Д. И. Менделеева, была членом Ученого совета института и факультета в КузПИ, членом редколлегии журнала «Известия высших учебных заведений. Физика», выступала с лекциями по линии общества «Знание».
Умерла 1 октября 1998 года в Томске.

## Награды
Была награждена медалями «За доблестный труд. В ознаменование 100-летия со дня рождения В. И. Ленина» и «Ветеран труда»; удостоена почетной грамоты Министерства народного образования Киргизской ССР.